# 平兼季
平 兼季（たいら の かねすえ）は、平安時代後期の武将。

## 経歴
平貞季の子。寛治8年（1094年）正六位上で左衛門権少尉に任じ、永長2年（1097年）検非違使右衛門尉、承徳2年（1098年）従五位下へ昇叙され、康和5年（1103年）右衛門尉と見える。
永久2年（1114年）上総守の時、郎党源四郎大夫源武が強盗を働いた。